# Mizengo Pinda
Mizengo Pinda (født 12. august 1948) er en tanzaniansk politiker som har været landets premierminister siden 9. februar 2008. Han blev valg ind i Tanzanias nationalforsamling ved valget i 2000.
| Biografi | Spire Denne biografi er en spire som bør udbygges. Du er velkommen til at hjælpe Wikipedia ved at udvide den. |

1. ↑  Navnet er anført på engelsk og stammer fra Wikidata hvor navnet endnu ikke findes på dansk.